# Maranello
Maranello is een gemeente in de Italiaanse provincie Modena (regio Emilia-Romagna). Het ligt niet ver van Modena. Het telt 16.216 inwoners (31-12-2004). De oppervlakte bedraagt 32,7 km², de bevolkingsdichtheid is 496 inwoners per km².
De volgende frazioni maken deel uit van de gemeente: Torre Maina, Torre delle Oche, San Vernanzio, Pozza, Gorzano, Fogliano, Cà Zironi.
De Ferrarifabriek is hier gevestigd, ernaast ligt het Museo Ferrari.
Het Ferrari Fiorano Test Circuit is het testcircuit van Ferrari in Fiorano Modenese vlak bij Maranello. In Modena aan de Via Paolo Ferrari 85 is het geboortehuis van Enzo Ferrari, de grondlegger van het Ferrari concern.

## Demografie
Maranello telt ongeveer 6.042 huishoudens. Het aantal inwoners steeg in de periode 1991-2001 met 9,2% volgens cijfers uit de tienjaarlijkse volkstellingen van ISTAT.
| Jaar | Inwoneraantal |
| ---- | ------------- |
| 1991 | 14.574        |
| 2001 | 15.912        |

## Geografie
De gemeente ligt op ongeveer 137 meter boven zeeniveau. Maranello grenst aan de volgende gemeenten: Castelvetro di Modena, Fiorano Modenese, Formigine, Marano sul Panaro, Serramazzoni.

## Bezienswaardigheden
- Museo Ferrari , Ferrari Museum

## Bekende personen
- Michael Schumacher werd in november 2006 benoemd tot ereburger van de stad.